# Jan Brewer
Janice Kay «Jan» Brewer pronunciado [dʒænɪs keɪ (dʒæn) bɹuːəɹ], (26 de septiembre de 1944) es una política estadounidense y gobernadora del estado de Arizona entre 2009 y 2015. Es miembro del Partido Republicano. Antes de ser gobernadora, fungía como secretaria del Estado de Arizona desde enero de 2003 hasta que la entonces gobernadora Janet Napolitano renunció a su cargo poco después de haber sido nombrada secretaria de Seguridad Nacional en enero de 2009. Brewer se convirtió en gobernadora de Arizona, como parte de la línea de sucesión, tal como está determinado en la Constitución del estado. En esos momentos, Arizona se encontraba en medio de la peor crisis fiscal de todos los estados del país.
Brewer se hizo conocida a nivel nacional e internacional cuando el 23 de abril de 2010, firmó la controversial ley Arizona SB1070 contra la inmigración ilegal, que criminaliza a los sujetos indocumentados requeridos por la ley federal, y castiga a quienes les den refugio, trabajo o transporte.
Brewer lanzó su candidatura buscando un período completo en las elecciones gubernamentales de 2010, que ganó al derrotar al demócrata, Terry Goddard, con el 55% de los votos. De esta manera se convirtió en el gobernador número 22 del estado y en la tercera mujer que asume el puesto de manera consecutiva.

## Primeros años y educación
Janice Kay Drinkwine (nombre de soltera) nació en Hollywood, California el 26 de septiembre de 1944. Es hija de Edna C. Bakken y Perry Wilford Drinkwine y tiene un hermano mayor llamado Paul. Su abuelo materno Emil Theodore Bakken era noruego y su abuela materna Carrie Nelson nació en Minnesota, hija de noruegos. Su abuela paterna Sarah Rosina Ford (apellido original Wilford) era inglesa oriunda de Buckinghamshire y por medio de su abuelo paterno tiene raíces profundas en Norteamérica que se remontan al siglo XVII en la colonia de Massachusetts.
Hasta los 11 años vivió en la localidad de Hawthorne en el estado de Nevada para luego mudarse a California debido a problemas de salud de su padre por exposición constante a productos químicos de la base de municiones de la marina donde trabajaba. Al fallecer su padre, su madre Edna, quien nunca había trabajado fuera de casa, juntó los ahorros de la familia y abrió una tienda de ropas en California donde Jan trabajaba junto a ella todos los días después de la escuela y durante los fines de semana.
Es graduada del Glendale Community College. Fungió como senadora estatal y representante estatal ante Arizona, desde 1983 hasta 1996.

## Carrera política
El interés de Brewer por la política nació por su preocupación por la educación de sus hijos por lo que comenzó a asistir a las reuniones de la junta de la escuela en Deer Valley, Arizona en 1981, pero no le había impresionado y en 2008 declaró que pensaba que ella podía hacer lo mismo sino mejor.
Tuvo la intención de candidatarse para la junta pero encontró una oportunidad en la legislatura de su distrito donde creyó que tendría mayor impacto en la educación.
En 1996, Brewer se candidató para la presidencia de la Junta de Supervisores del Condado de Maricopa, derrotando a Ed King quien buscaba ser reelegido. Cumpliría 6 años de servicio en dicha junta. El condado poseía una deuda de 165 millones de dólares al comienzo de su mandato y ya para el final de su servicio, Maricopa gozaba de una situación financiera de las más estables del país. Por este motivo, el condado fue proclamado como "uno de los mejor administrados entre los condados grandes del país" por la revista Governing Magazine.

## Ideología política

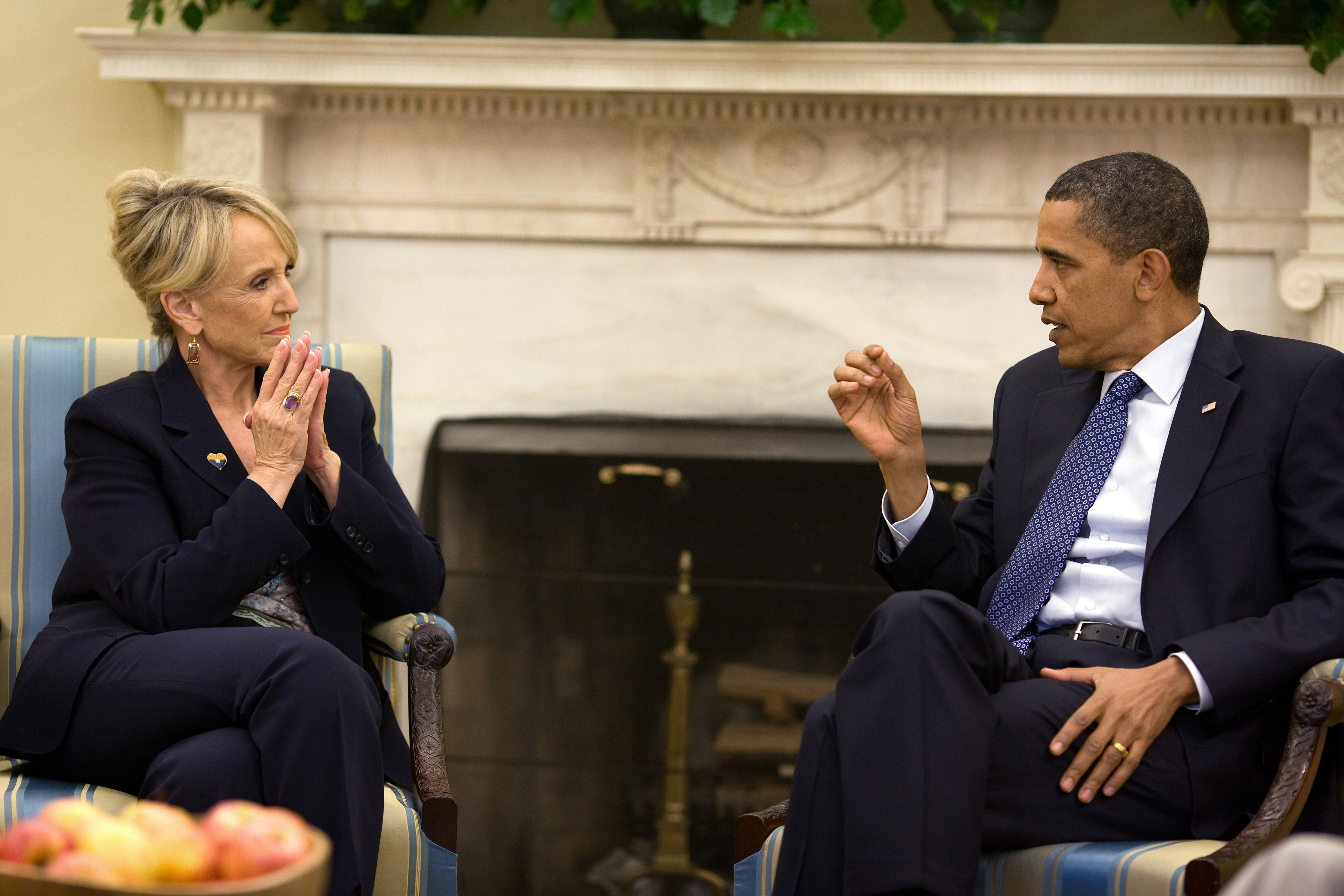
La gobernadora de Arizona Jan Brewer reuniéndose con el presidente Barack Obama en junio de 2010 tras la aprobación de SB 1070 para discutir las cuestiones de la inmigración y la seguridad fronteriza.

### Inmigración
Brewer afirma que la situación inmigratoria en Arizona de alrededor de mil personas cruzando la frontera por día es equivalente a la de una invasión que no debe ser tolerada por ser ilegal bajo la ley federal el cruzar la frontera sin documentos y que por ello la frontera con México debe ser asegurada. Además, se muestra a favor de una reforma inmigratoria pero en contra de una amnistía.
Ha declarado que el estado de Arizona se encuentra en bancarrota y que si bien México es su principal socio comercial, el estado no puede satisfacer todos los servicios que el gran flujo de inmigrantes oriundo de ese país le demanda. Brewer sostiene que los inmigrantes ilegales cuestan mucho dinero al estado en educación, atención médica y en encarcelamiento y que el estado no tiene los recursos monetarios para mantenerlos.
Además del aspecto económico, señala las consecuencias sociales, de acuerdo con Brewer, el 87% de los inmigrantes ilegales de Arizona que son capturados tiene antecedentes de crimen y asegura que la frontera sur no es un lugar seguro debido a que es un escenario de tráfico humano y de drogas.
Brewer afirma que es responsabilidad del gobierno federal velar por la seguridad de la frontera pero que a pesar de sucesivos pedidos realizados en el año 2009, el gobierno federal no ha respondido. Para asegurar la frontera Brewer requirió al presidente Obama 250 guardias nacionales enviados a la frontera los que por sí sola no puede convocar porque el estado no cuenta con el dinero suficiente.

### Crimen
Brewer apoya la pena de muerte para ciertos crímenes como homicidio de primer grado y terrorismo.

### Aborto
En contraste con su antecesora demócrata Janet Napolitano que vetó todas las prohibiciones del aborto, Brewer es una republicana provida generalmente oponiéndose al aborto. Ha firmado leyes para limitar ciertas prácticas abortivas en su estado como la ley HB 2400 que prohíbe el "aborto de nacimiento parcial" y la ley HB 2564 que exige un informe del consentimiento antes del aborto con 24 horas de período de espera, además de consentimiento de los padres, prohibición de realización de abortos quirúrgicos a los no sean médicos y concienciación de los trabajadores de la salud incluidos los farmacéuticos acerca del aborto y los fármacos abortivos.
Estas medidas fueron apoyadas por miembros de la iglesia católica y por la pro-life Center for Arizona Policy (Centro provida para la política de Arizona).

### Control de armas
Como miembro de la Asociación Nacional del Rifle (National Rifle Association o NRA), Brewer se muestra favorable respecto al derecho de portar armas. Ha firmado dos leyes que expanden dichos derechos y que son apoyados por los activistas pro armas. Una de las leyes permite a las personas portar armas de fuego en lugares públicos mientras tengan su licencia para portar armas y otra de las leyes declara que las armas completamente manufacturadas en Arizona están exentas del control del gobierno federal y no están sujetas a las leyes federales que restringen la venta de armas de fuego o que requieren que estas estén registradas.

### Concubinato
En 2009, Brewer firmó una ley que redefine a los "dependientes", cancelando el cambio anteriormente hecho por la gobernadora Janet Napolitano que permitía a los concubinos de empleados estatales recibir beneficios. También fueron eliminados del programa los hijos de parejas en concubinato y estudiantes a tiempo completo de 23 y 24 años. Alrededor de 800 empleados estatales se ven afectados por esta ley según el departamento de administración del estado.

## La Guerra de la frontera

### Reunión en la Casa Blanca
El jueves 3 de junio de 2010, Brewer se reunió con el presidente Barack Obama en el despacho oval de la Casa Blanca para discutir sobre su percepción de la ley SB1070. La reunión fue fruto de que la administración Obama considerara a dicha ley "mal orientada".
Brewer salió de la entrevista sonriente pero demostrando escepticismo. Expresó que al menos recibió confirmaciones de una reunión en dos semanas entre los miembros del gobierno federal y los del de Arizona acerca de la inmigración. Brewer dijo que no tuvo éxito en lograr un compromiso de la Casa Blanca para empezar la construcción de un muro en la frontera sur del país.

### Video en Youtube
Dos semanas después de la reunión en Washington D. C. con Obama, Jan Brewer lanzó un video en Youtube donde reclamaba la falta de acción por parte del gobierno federal con respecto a la seguridad de la frontera de Arizona y México.
En el controvertido video, Brewer explica con enojo las acciones que el gobierno había tomado para asegurar la frontera. Se trata de unos carteles que denominan al desierto del estado como un área de peligro por el tráfico humano y de drogas. Brewer se muestra indignada, primeramente por la distancia de los carteles que se hallan a 80 millas de la frontera en cuestión y a solo 30 millas de la capital de Arizona, Phoenix y en segundo lugar por el contenido de los carteles que según ella, demuestran la falta de coherencia del gobierno en Washington que había declarado que la frontera sur se encontraba más segura que nunca.
El video formó parte de la campaña que lideró Brewer llamada Secure the Border, support Arizona (en inglés Asegura la frontera, apoya a Arizona). Consistía en una llamada a la ciudadanía pero de manera muy especial al presidente ya que en la parte final del video, Brewer exige con mucha autoridad Haga su trabajo presidente, asegure nuestra frontera, Arizona y la nación están esperando.

## Vida privada
Nacida en California pero radicada en Arizona por 38 años y con 26 años en el servicio público. Está casada con el Dr. John Brewer, un quiropráctico oriundo de Glendale, con quien tuvo 3 hijos llamados John Samuel, Michael y Ronald. Su hijo John falleció de cáncer el 27 de enero de 2007 a los 38 años. Su hijo Ronald de 47 años es paciente psiquiátrico del hospital estatal de Arizona desde 1989 cuando fue declarado "no culpable" por problemas mentales en un juicio por haber abusado sexualmente de una mujer. Este hecho salió a la luz luego de que Brewer hubiera dicho a los jefes de la agencia estatal que deberían demostrar de qué manera sus programas eran más importantes que los servicios de salud mental que estaban a punto de ser eliminados.

## Actividades comunitarias
Es miembro de la junta Hope and a Future (Esperanza y Futuro), Child Help USA (Ayuda infantil EUA) y Arizonans for Children (Arizonianos por los niños). También es miembro de la Arizona Rifle and Pistol Association (Asociación del Rifle y Pistola de Arizona) y de la Japanese-American Citizens League (Liga de Ciudadanos Japoneses-Americanos).